# 奥村吉兵衛
奥村 吉兵衛（おくむら きちべえ）は千家十職の1人。三千家御用達の表具師として、家元らの揮毫の軸装（掛け軸に仕立てること）や風炉先屏風、釜の敷物の一種である「紙釜敷」の製作などを行う。
当代は12代。

## 歴史
奥村家は佐々木氏の末裔を称し、近江国北部の「谷の庄」なるところの郷士であったとされる。奥村三郎定道の代、姉川の戦いの後、主家浅井氏が滅亡して浪人となる。定道の息子・奥村源六郎定次は長男・源子郎を前田利家に仕官させ、長男は後に「奥村摂津守定光」を名乗り加賀藩士となる。次男・吉右衛門清定は仕官せず、母方の家業を継いで商人となり京にて表具屋となる。この清定が初代とされる。
2代・吉兵衛は表千家6代・覚々斎の取りなしにより紀州徳川家御用達となり、家運興隆の基礎を作る。その後数代に渡り男子が夭折し跡取りに恵まれず、代々婿養子を郷里の北近江より迎える事態となる。その中の1人、6代・吉兵衛は奥村家の功績をまとめるために調査を重ね、家系図はもちろん、歴代の表具作成の記録などを文書化する。
8代・吉兵衛は歴代の中でも最も名手といわれる一方、国学、儒学に通じ、尊皇攘夷派の学者や志士と深く交わりを持った人物である。しかし、皮肉にも明治維新後の文明開化により茶道が衰退、奥村家は大ダメージを受ける。9代・吉兵衛はこの困難な時代に名跡を継ぎ、奥村家の建て直しに成功、現在に至る。

## 系譜
- 初代　吉右衛門（元和4年（1618年）～元禄13年（1700年）9月）

諱「清定」、出家後法名「宗勢」。正保3年（1646年）に上洛、武士から商人に転業。承応3年に表具屋業を開業、屋号「近江屋吉兵衛」を名乗る。妻は売茶翁の友人で能書家として知られた亀田窮楽の伯母。現在も奥村家の玄関にかかる「表具師」ののれんの揮毫はこの窮楽の筆による物とされる。
- 二代　吉兵衛（1633年～享保4年（1719年）12月）

号「休意」。初代の長男。元禄11年（1698年）、表千家6代・覚々斎の取りなしで紀州徳川家御用達、また表千家御用達となる。
- 吉九郎　二代吉兵衛の長男。25歳にて早世。

- 三代　吉兵衛（1666年～寛保3年（1743年）3月）

出家後法号「休誠」。近江国浅井郡馬渡村の松山家の出身。二代・吉兵衛の婿養子。狂歌の作者、能書家として知られる。
- 四代　吉五郎（1737年～天明元年（1781年）11月）

近江国伊香郡高月村の田辺家出身。三代・吉兵衛の婿養子。法名「道順」。
- 五代　吉兵衛（1755年～文政8年（1825年）8月）

出家後法号「了誠」。近江国伊香郡高月村の松井家出身。三代・吉兵衛の婿養子。天明8年（1788年）の天明の大火に遭遇、家伝などの一切を消失。三千家合作の三幅対として有名な土佐光孚筆の絵のうち、表千家・了々斎（宝珠）、裏千家・認得斎（小槌）の2作の賛を得て、表装を行う。
- 六代　吉兵衛（1780年～嘉永元年（1848年）8月）

号「休栄」。近江国伊香郡高月村の宮部家の出身、四代・吉五郎の婿養子。史料編纂に興味を持ち、天明の大火で失った家伝の再編纂を決意、「奥村家系図」、「千家御好表具并諸色寸法控」乾巻・坤巻を著し、茶道具の様式や、茶会のルールなど、貴重な資料を後世に伝える功績を残す。
- 七代　吉次郎（1795年～天保8年（1837年）9月）

号「休音」。六代・吉兵衛の婿養子。義父に先立って死去。
- 八代　吉兵衛（1804年～慶応3年（1867年）7月）

号「檉所」、「鶴心堂」。歴代中最も「表具の達人」と言われる。当人は学問の方に興味があり、後に彦根藩家老となった岡本黄石を師として儒学を学び、その紹介により梁川星巌、紅蘭夫妻と親交を結ぶ。後に出家し「蒿庵」と号する。
- 九代　吉兵衛（1840年～明治41年（1908年）11月）

名「義道」。八代・吉兵衛の長男。小川町上立売（現京都市上京区）から、現在奥村家のある釜座通夷川（現京都市中京区）へ転居。明治15年（1882年）に、「三千家合作の三幅対」のうち未完であった「天秤計り」に武者小路千家・一指斎の賛を頂戴し、発起より60年後に完成させる。
- 十代　吉次郎（明治2年（1869年）5月～昭和19年（1944年）9月）

九代・吉兵衛の長男。
- 十一代　吉兵衛（明治34年（1901年）～）

十代・吉次郎の長男。
- 十二代　吉兵衛

十一代・吉兵衛の子息。当代。